# 王宇 (律師)
王宇（1971年5月1日—）是内蒙古自治区兴安盟乌兰浩特市人，中国女性維權律师，曾代理多起著名维权案件，例如范木根案、曹顺利案、尹旭安案、伊力哈木·土赫提案，並曾為大量法輪功學員的信仰進行無罪辯護，並參與了2014年建三江事件。2015年6月公開聲援中國法輪功學員向北京最高人民法院控告發動鎮壓的江澤民群體滅絕罪。
BBC報道，2015年7月9日凌晨，王宇被人帶走，一家三口都失蹤；上百位中國律師發表嚴正聲明譴責警方，民間發起公民連署救援；在王宇後的48小時內，中共當局大規模抓捕維權律師、人權捍衛者，已逾57位被失蹤、傳喚、限制人身自由、約談，數字仍攀升中，維權網11日向聯合國、國際人權機構、各國政府發出「關注人權危機」的緊急呼籲。
2016年1月8日，王宇被以颠覆国家政权罪逮捕，被关押在天津市第一看守所。獲得部分獎項包括，2021年美國國務院國際婦女勇氣獎、2016年歐洲路德維希-特拉里奧國際人權獎、2016年美国律师协会首屆国际人权奖。

## 简历
2004年5月開始在北京執業。2008年12月份的天津鐵路公安報復陷害事件對王宇產生重大改變，李長青律師表示，王宇在天津鐵路公檢法的冤獄後，獲釋後因悲憤而從商務律師轉型投身維權訴訟，成為卓越的人權律師；山東李仲偉律師稱她是「中國最勇敢的女律師」。王全平律師稱王宇是「中國律師的驕傲」：「她是勇敢、正直、無私的人權律師。多數時間奔波在維權的路上，為蒙冤受難的公民仗義執言，多次被公權辱罵、搶手機、驅逐甚至非法關押，但她毫不畏懼，與違法公權殊死抗爭。她不計名利，不賺大錢，卻風塵僕僕辦理各種吃力不討好的公益案件，只求法律正義。她叫王宇，中國律師的驕傲。」
2013年，中國大陸當局廢止勞教所後，王宇支持唐吉田、江天勇等律師繼續調查中共610辦公室主導的對上訪民眾、法輪功學員的所謂「洗腦班」、「法制教育中心」等黑監獄問題。2016年她獲得歐洲司法界的路德維希-特拉里奧國際人權獎，成为继1998年中国维权律师周国强获颁该奖后的第2名华人律师得主。2016年7月9日，美国律师协会将首届“国际人权奖”授予王宇，“以表彰她对中国人权、正义和法治的奉献精神，以及她对中国民权和公民自由的贡献”，该协会于8月6日在旧金山举行的年会为她颁奖，美国律协主席波莱特·布朗赞扬王宇为中国许多“受边沿化且脆弱的群体”担任辩护律师，“是中国人权活动社群的象征性人物”。
2021年3月8日，獲得美國政府2021年國際婦女勇氣獎]，美國國務卿與第一夫人推崇獲獎者的勇氣與貢獻。根據國務院的授獎簡介，王宇律師「處理了多個政治敏感案件，爲活動人士、學者、法輪功學員、農民和上訪者處理了涉及各種問題的案件，包括婦女和兒童權利、宗教權利、以及言論和集會及結社自由等。」

## 維權辯護與失蹤
2015年6月，王受理遭當局非法判刑的法輪功學員陳英華的委託，控告違法的政府人員，王宇發表〈苦難中的英華〉向公眾揭開看守所的內幕。
2015年7月2日，王宇代理法輪功學員在河北省三河市法院辯護，她當庭抗議合議庭違法，卻被7、8名法警衝進來將她拖出法庭外，重扔在院外大街，王宇向檢察院控告法院違法。7月9日凌晨，數十名警察以抓吸毒人為理由前往王宇社區，卻包圍王宇住家，王宇被人帶走失蹤；王宇在凌晨3点曾發出急訊，透露家中突然断电、網路也断，然后听到撬门声，她失蹤前最後一封簡訊「...我先生和兒子的電話都處於無人接聽狀態，他們現在到底怎麼樣了？有什麼事衝我來，為甚麼嚇唬孩子？幹這些雞鳴鼠盜的勾當！不要臉！」丈夫與孩子經查證也未登上預定飛機，目前下落不明。維權律師同道在尋找，中國網友也在網路上緊急尋找。隨後，王宇的事務所主任周世鋒也被當局抓走，包括滕彪、郑恩宠、李方平、葛文秀等上百位中國律師發表嚴正聲明「刑訊逼供、濫用職權必遭天譴」，譴責中共警方是「流氓行為」，民間發起《徵集公民聯署：聲援王宇，將死磕進行到底》救援。
2015年7月10日在中國709「維權律師」大抓捕事件中被刑拘，期間軟禁兒子包蒙蒙，並被警方傳喚4次，護照被收繳未能出國讀書，且警方威脅不能為父母聘請律師。
2015年8月7日，王宇的代理律師李昱函收到天津市公安局河西分局作出的《不准予會見犯罪嫌疑人決定書》。《決定書》上寫道，因王宇涉嫌煽動顛覆國家政權案屬於危害國家安全犯罪案件，會見有礙偵查或者可能洩露國家秘密，根據《刑訴法》第37條第3款之規定，決定不准予申請人會見犯罪嫌疑人王宇。 律師已提交書面會見申請，辦案機關將在48小時內回覆。
2015年8月12日，王宇被羈押在天津市的地點仍舊不明，當天晚上發生天津港「8.12」特別重大火災爆炸事故，辯護律師要求天津市河西區公安分局公開王宇是否受到天津大爆炸事件影響的相關資訊。天津公安局以「不屬於信息公開條例為由拒絕回復」。有關天津爆炸對王宇健康狀況的影響等信息，警方均稱「不存在」。

## 2015黨媒抨擊事件
自由亞洲電台報導說，2015年6月11日，新華網及中共多家黨媒幾乎同时发表並转载抨擊王宇的四篇「作者匿名」文章例如〈“女律师”王宇打人致聋被判刑拒不执行判决仍四处“接活〉，指責王宇2008年因在天津車站購票而涉及过失致人重伤罪，於2010年遭判刑，上訴被駁回後入獄，於2011年出獄。但自由亞洲電台等外媒則指該案有蹊蹺，而中國大陸的財新〈新世紀〉週刊早在2010年就有報道〈蹊蹺王宇案〉，指出該案存在諸多疑點；維權網認為，可能是因為王宇最近擔任被捕的支持人权捍卫者屠夫（吴淦）的辩护律师。著名律師唐吉田及多位中國律師公開聲援王宇、還原事情原委真相，指責中共當局「抹黑」。北京律師陳建剛6月撰文〈王宇律師的涅槃——王宇律師身後那巨大的榮譽〉，就黨媒質疑疑點一一澄清。

## 榮譽
歐洲司法界將2016年路德維希-特拉里奧國際人權獎頒發給王宇，赞赏王宇「身为女性不畏危险、敢于发声的精神，她宁愿让自己陷入险境，也要勇敢捍卫女性、儿童和受迫害的少数民族权益。」

## 2016年7月「認罪」
王宇在「709大抓捕」後遭羈押並與外界失聯一週年，期間家屬委任律師要會見王宇等人，一直遭當局拒絕，外界沒有王宇的消息。不過，在北京鋒銳事務所四名被當局指控顛覆國家政權罪的律師，預定8月2日在天津市法院開庭的前一天，香港東網突然刊登一篇王宇專訪：透露王已獲取保候審、認罪，後悔自己過往作為。有網民質疑是「被認罪」。7月29日多名涉案維權律師的家屬，前往法院試圖證實開庭消息但未獲回覆，而被警察強行帶往派出所。7月31日晚，李和平律師妻子王峭嶺發訊稱「我們被抓了！」記者多次致電王峭嶺均無回應。
經公安部審批的刊出內容
7月31日，王宇在天津某餐廳接受鳳凰衛視（亲共媒体）及兩家香港媒體（一份是被阿里巴巴集团收购的南华早报，一份是建制派的東方日報）訪問；香港《蘋果日報》稱，香港記者受安排北上採訪，且「所有照片和稿件刊出前都經公安審批」，記者對於「成為宣傳機器不滿卻無奈」；北京《環球網》也刊出相同專訪內容。蘋果稱，中共利用「港媒作傳聲筒」在709案非首次，趙威之前被安排受《南華早報》電話訪問，「內容口吻與王宇如出一轍」。美聯社詢問鳳凰衛視「王宇影片的採訪時間及地點」但無法獲答覆。
經公安審批後刊出的報導稱，王宇說，有外國組織出錢出力，介入內地的維權事件搞亂中國；並將其年僅十六歲的兒子挾往緬甸，準備偷渡赴美，圖將其子作為「籌碼」攻擊中國政府。王宇警告外國勢力，勿將其家人作為人質，又狠批鋒銳律師事務所主任周世鋒沒資格當律師。並稱鋒銳律師事務所不顧訪民利益，利用訪民在法庭內鬧事、庭外示威等方式炒作維權事件，是有人借機出名圖利，並稱指該事務所利用維權律師、網絡大V及退休官員，在網上或外媒發表評論炒作，是為「抹黑中國政府」以提高名聲、賺經濟利益。王宇說，對自己過往作為後悔，認為以往「在法院鬧事」，在「網上及接受外媒訪問時的言論不當」，相信「中國司法機關會公平處理」。王宇批評營救她的國際組織「別有用心」並稱「只接受中國政府領導」，「不承認、不認可、不接受」國外的人權獎項，稱獎項是「利用她來攻擊抹黑中國政府」，
家屬及律師團體質疑
709維權律師大抓捕的律師家屬們8月1日發表聲明〈釋放家屬，拒絕分化，關注庭審，維權無罪〉說「王宇自去年7月9日被捕以來，其家人聘請的律師從未被允許會見，我們強烈懷疑王宇是在壓力和威脅下通過媒體做此表達。」王宇的前辯護律師文東海發文〈為王宇的最後辯護詞：當認罪成為取保的必要條件〉質疑當局不擇手段逼王認罪，讓法律變為多餘；他稱收到當局警告要求他撤回此文，文東海向《紐約時報》說，“我只是隐约感觉到王宇好像一个小学生在面对老师背课文一样，始终规规矩矩地看着老师的眼睛，...按照事先熟读过多次的台词一字不漏的重复着课文的内容。”
香港的中國維權律師關注組聲明稱，王宇在自己各種訴訟權利遭侵犯下卻說「自己各項合法權利都得到了很好的保障」，違反常理、令人無法相信。只要有公安、國保在場，任何地方皆可能成拘禁之所，擔憂王宇仍處於高度受控狀態；且王宇丈夫被控罪並被長期羈押，兒子及父母在內蒙古住家遭警方24小時監控。王宇在家人受要挾下，言不由衷表示「很慚愧也很後悔」，並不難理解。關注組強烈呼籲公眾以及國際社會，謹慎考慮由中共透過媒體發放的王宇言論的可信度，並質疑這一「取保候審」只是迫使律師自證其罪、抹黑律師群體的工具。廣西隋牧青律師說，「官方採訪視頻中，王宇眼神飄忽游移，與其被捕前講話神態大相逕庭，其視頻發言顯然是在照本宣科。」维权律师滕彪表示，無法知道王宇律师是否已获真正自由、在一年多时间里她受到何種待遇或被洗脑的程度。王宇被迫认罪的视频，对于民间社会和国际社会均是一个非常大的打击。当局藉此打击维权运动的士气和国际社会的声援。
前《纽约时报》中国问题研究员赵岩称，該视频令我们不得不佩服天津市公安局和公安部，把一个“死磕”派律师想法完全转变成“磕头”。他不相信是王宇本人心聲，可能是当局使用违法手段、並利用她家人的自由胁迫她。這與《2017年，起來中國--酷刑下的維權律師高智晟自述》中的描述類似：「明說了，我們手頭必須捏個東西，不捏個東西，你把那些東西寫出去 了，又把大夥兒搞得很難堪。你現在給政府寫下個東西，就說這幾個月政府對你很好，你很感激政府，不但很感激，而且將來回饋社會後，還願意在政府的關懷下做些有益的工作，做一個正常的社會人，讓我們給上面的大領導也有個交代……。」「寫一篇說他們在關押期間對我『恩重如山』的文章，避免這種已延續了十四個月的地獄般的囚禁，從精神上舒緩一下我親人的壓力，對我的感情而言是有價值的。……我願意為老人做出任何犧牲，違心地說些虛假的話。我最終同意了他們的要求，寫了一篇。」
端傳媒報導，一年來，維權或民運人士在中國「被認罪」的個案常有，包括銅鑼灣書店事件的李波（後來店長林榮基稱是受逼無奈）、瑞典維權人士彼得·達林（離開中國後稱是被迫認罪）等等。2016年聯合國人權理事會上，呼籲中國政府釋放維權律師及人士，美國代表在聯合聲明中強調，對中國頻繁發生中國公民和外籍公民「失蹤」事件感擔憂，且對涉案人員頻繁在官方媒體公開「認罪」表示不安。
2016年8月，王宇被釋放，但警方仍對其嚴密監控中。
歐美律師機構堅持授獎王宇
路德維希-特拉里奧國際人權獎評委堅持頒獎給王宇。評委並深刻懷疑王宇拒獎的誠意和自由度，並指出，熟悉王宇的人都認為，王宇在央視視頻中的表達方式和她一貫習慣根本不相符。評委稱，該獎項1984年創辦以來，首次出現獲獎人在其所屬政權壓力下拒獎的事件。
黨媒《環球時報》稱，王宇已發律師函要求美國律師協會「立即停止強頒人權獎的侵權行為」。但美國律協仍決定如期頒獎，並表示對王宇最新言論的可信度存疑，引述前北京大學教授夏業良說「我不相信那是王宇的真正思維。」

## 2024年再次被行政拘留
2024年10月23日，王宇陪同當事人在河北邯鄲魏縣派出所做筆錄，卻被警方誣控吵鬧、辱駡員警、擾亂秩序，被當局以「擾亂辦公秩序」為由拘留9天，王宇絕食9天抗議非法限制人身自由，在11月1日獲釋，身體極度虛弱、無法行走。

## 外部連結
- 王宇微博 （页面存档备份，存于）
- 專訪王宇：為法輪功辯護 一位大陸女律師的心路 （页面存档备份，存于）
- 北京鋒銳法律事務所-王宇資料 （页面存档备份，存于）